# Calle Dean (línea de la Avenida Franklin)
Calle Dean era una estación en la línea de la Avenida Franklin del Metro de Nueva York de la división B del Brooklyn–Manhattan Transit Corporation (BMT). La estación se encontraba localizada en Bedford-Stuyvesant, Brooklyn entre la Calle Dean y la Avenida Franklin. La estación es servida por los trenes del servicio .